# 安大略 (紐約州普查規定居民點)
安大略（英語：Ontario）是位於美國紐約州韋恩縣的普查規定居民點。

## 人口
根據2020年美國人口普查的數據，安大略的面積為10.44平方千米，皆為陸地。當地共有人口2215人，而人口密度為每平方千米212.16人。